# Ugilt
Ugilt er en lille bebyggelse i Ugilt Sogn, Hjørring Kommune. Bebyggelsen ligger i Region Nordjylland. 
Sognets hovedby og lokalcenter er Lørslev. 
I Ugilt ligger Ugilt Kirke og præstegård. Sidstnævnte er tidl. statsminister Niels Neergaards fødehjem. Den lærde præst Frands Mikkelsen Vogelius havde sit navn efter sognet.
- Wikimedia Commons har flere filer relateret til Ugilt

57°25′25″N 10°8′15″Ø / 57.42361°N 10.13750°Ø